# ジャンボ久世
ジャンボ 久世（じゃんぼ くぜ、1952年8月20日 - ）は日本の女優、ダンサー。本名は苦瀬静枝。所属事務所は植松芸能事務所。1970年代から日劇ミュージックホールの看板ストリッパーとして活躍した。

## 概要
東京都北区生まれ。川村学園高校を卒業後、ゴーゴーガールのバイト中に荒木一郎にスカウトされ芸能界入り。1974年、日活『江戸艶笑夜話・蛸と赤貝』に本名で端役出演。一時、赤坂のクラブ「コルドン・ブルー」で踊り子となったが、1975年から日劇ミュージックホールのストリッパーとして出演し始めた。芸名の「ジャンボ」の由来は、103cmのバストサイズにちなんだものだという。1978年3・4月公演の『春風に舞うバタフライ』で日劇ミュージックホール・イーリス賞を受賞するなど、日劇末期の看板女優として活躍した。
1983年8月公演の『演歌inエロス〜女からおんなへ!』への出演を最後に日劇から引退した。突然の引退で失踪説も流れたが、2000年9月に舞台『桃色の葡萄の味』（劇団未来劇場第75回公演）で舞台女優として復帰した。

## 出演歴

### 映画
- 『江戸艶笑夜話・蛸と赤貝』(1974年) - デビュー作[2]
- 『夫婦秘戯くらべ』(1976年)
- 『若い貴族たち 13階段のマキ』(1975年) - ミッチー役[4]

### テレビドラマ
- プレイガールQ 第71話「強く正しく美しいプレイガールよ いざさらば」（1976年、12ch / 東映） - モデル